# بیزارینی
بیزارینی (انگلیسی: Bizzarrini) شرکت خودروسازی ایتالیایی است، که در سال ۱۹۶۴ تأسیس شد‌ شرکت خوبی بود